# 中国出版协会
中国出版协会是中华人民共和国出版业从业者组成的全国性社会团体，由国家新闻出版总署主管。

## 歷史
1979年12月20日，中国出版工作者协会在湖南省长沙市成立。1979年12月21日，中国出版工作者协会理事会第一次会议，推举胡愈之为名誉主席、陈翰伯为主席。2011年5月6日，中国出版工作者协会更名为中国出版协会，举行第六次会员代表大会，推举新闻出版总署署长柳斌杰为第六届理事长。